# マモイアーダ
マモイアーダ（イタリア語: Mamoiada）は、イタリア共和国サルデーニャ自治州ヌーオロ県にある人口約2,500人の基礎自治体（コムーネ）。

## 地理

### 位置・広がり

#### 隣接コムーネ
隣接するコムーネは以下の通り。
- フォンニ
- ガヴォーイ
- ヌーオロ
- オッロラーイ
- オラーニ
- オルゴーゾロ
- サルーレ